# Možajská přehrada
Možajská přehrada (rusky Можайское водохранилище) je přehradní nádrž na území Moskevské oblasti v Rusku. Má rozlohu 31 km². Je 47 km dlouhá a maximálně 3,5 km široká. Průměrná hloubka činí 6,5 m, její objem 0,24 km³.

## Vodní režim
Nádrž na horním toku řeky Moskvě za přehradní hrází Možajského hydrouzlu bylo naplněno v letech 1960–62. Úroveň hladiny kolísá v rozsahu 13 m. Reguluje dlouhodobé kolísání průtoku řeky Moskvy. Využívá se pro zásobování vodou (Moskva), sportovní rybářství a turistiku. Součástí hydrouzlu je i vodní elektrárna.